# المتحف الغربي في سلطنة عمان

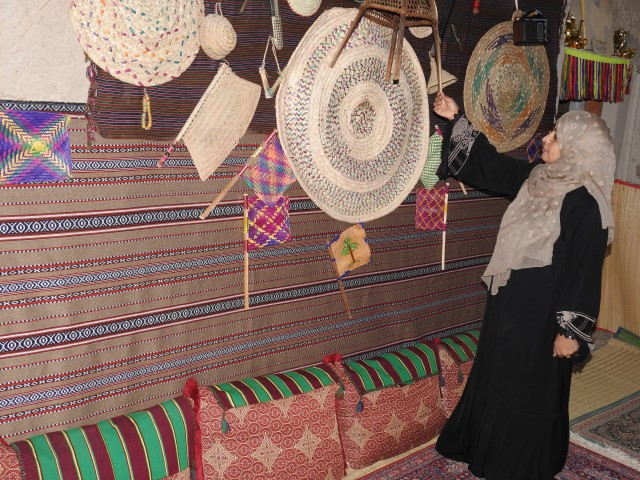

يعد البيت الغربي في قرية قصرى بولاية الرستاق بمحافظة جنوب الباطنة، يبعد عن قلعة الرستاق حوالي كيلومترين اثنين. وهو وجهة سياحية وثقافية من وجهات الولاية، ومحطة من المحطات التي يقف عندها الزائر لولاية الرستاق.
تمكنت زكية بن ناصر اللمكية مؤسسة هذا البيت أن تحول منزل أسرتها القديم إلى متحف أثرى يضم الكثير من المقتنيات التاريخية التي كانت جزءا من أدوات الانسان العماني، حيث بذلت جهوداً كبيرة ليظهر البيت بالصورة التي عليها الآن، وليصبح معلمًا سياحيًا وأثريًا بالولاية إلى جانب قلعتها الشهيرة وحصن الحزم وعين الكسفة.
له حضور ملحوظ في المعارض والملتقيات والفعاليات السياحية والثقافية التي تقام على مستوى ولاية الرستاق ومحافظة جنوب الباطنة، حيث شارك هذا البيت في بعض من الفعاليات السياحية التي نظمتها إدارة السياحة بجنوب الباطنة، وجذب الزوار الذين قدموا إلى الولاية لما يحويه من مقتنيات أثرية ومحاكاة للحياة العمانية القديمة
يحتوي البيت على الكثير من المقتنيات الأثرية كالكتب القديمة المتنوعة والعملات المعدنية، وأدوات الطبخ والأواني القديمة كمقلاة تحميص القهوة، وأوانٍ لتقديم القهوة والطعام، والمشغولات اليدوية بكل أنواعها، وأدوات تتعلق بزينة المرأة كالعطور والبخور والمقتنيات الأخرى كالفضيات والأساور والمفارش القديمة والفخاريات والاواني النحاسية والمعدنية القديمة، والمناديس العمانية (الصناديق) والحقائب القديمة، كما يحتوت على أدوات تصنيع الألبان والحليب ومنتجات الأبقار.